# Bandera de Tarrasa

Bandera de Tarrasa

La bandera de Tarrasa (Barcelona) fue aprobada por unanimidad inicialmente por el pleno municipal el 26 de abril de 2019 a raíz de una iniciativa popular. Su diseño es una propuesta de la Dirección General de Administración Local y tiene la siguiente descripción:
“Apaisada, de proporciones dos de alto por tres de ancho (2x3), bicolor vertical roja y amarilla, con el castillo blanco del escudo, de puerta y ventanas negras, de estatura ¾ de la del trapo y anchura 3/8 de la longitud del mismo trapo, al centro de la parte roja; y con 4 palos de gules a la parte amarilla”.
La bandera oficial se inspira en la creada en 1968 por una comisión por encargo del ayuntamiento que nunca fue aprobada en el pleno municipal. El Castillo-Palacio de Tarrasa, presente en la bandera, es la señal tradicional de la ciudad desde tiempos medievales, mientras que las cuatro franjas rojas representan las armas de los condes de Barcelona bajo la jurisdicción de los cuales se encontraba la villa. Con la oficialización de la bandera en 2019 se invierte el orden inicial de los elementos: la señal propia del municipio (el castillo) se sitúa junto al asta, mientras que las cuatro franjas de la jurisdicción condal quedan en la parte contraria.  
La bandera está vigente desde el 27 de junio de 2019, una vez finalizado el periodo de exposición pública sin que hubiera ninguna alegación. Queda pendiente, sin embargo, su publicación en el DOGC. El 28 de junio de 2019, las banderas del ayuntamiento y de la Torre del Palau se sustituyeron por la oficial.
El escudo de Tarrasa fue aprobado por el pleno de la ciudad el 27 de julio de 1988 y publicado en el DOGC el 10 de agosto del mismo año.